# جاستین ادینبورو
جاستین اِدینبورو (به انگلیسی: Justin Edinburgh؛ ۱۸ دسامبر ۱۹۶۹ – ۸ ژوئن ۲۰۱۹) بازیکن فوتبال اهل انگلستان بود.
از جمله باشگاه‌هایی که وی در آن‌ها بازی کرده‌است، می‌توان به باشگاه فوتبال پورتسموث، باشگاه فوتبال ساوتند یونایتد، باشگاه فوتبال بیلریکای و باشگاه فوتبال تاتنهام هاتسپر اشاره کرد.

## مرگ
ادینبورو در ۸ ژوئن ۲۰۱۹، در بزیلدون، انگلستان، در سن ۴۹ سالگی بر اثر ایست قلبی درگذشت.